# シシングハースト・カースル・ガーデン

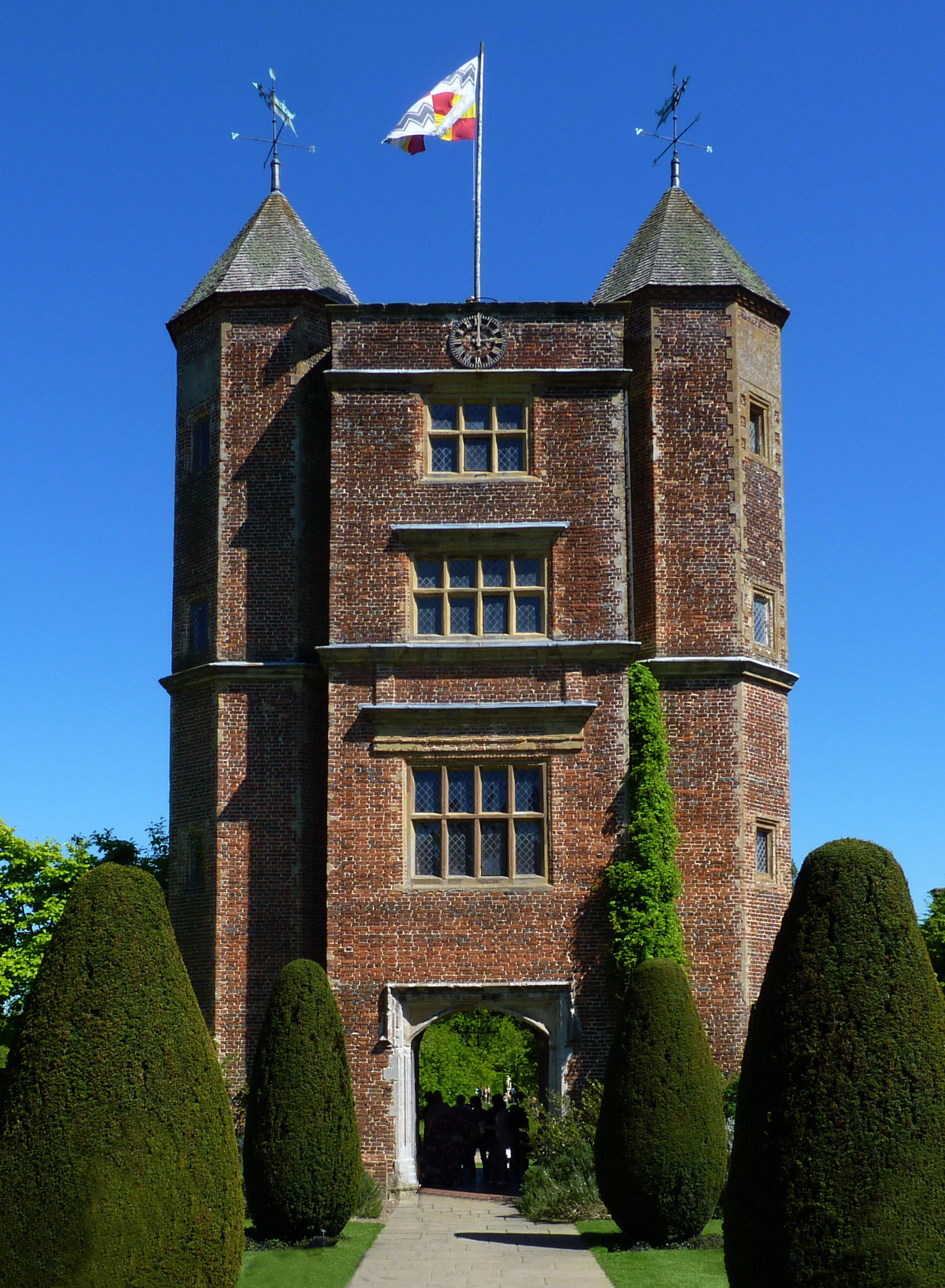
5月のシシングハースト、エリザベス朝期の塔

シシングハースト・カースル・ガーデン （Sissinghurst Castle Garden）は、イギリス、ケント州にある庭園。現在、ナショナル・トラストが所有し管理を行っている。

## 歴史

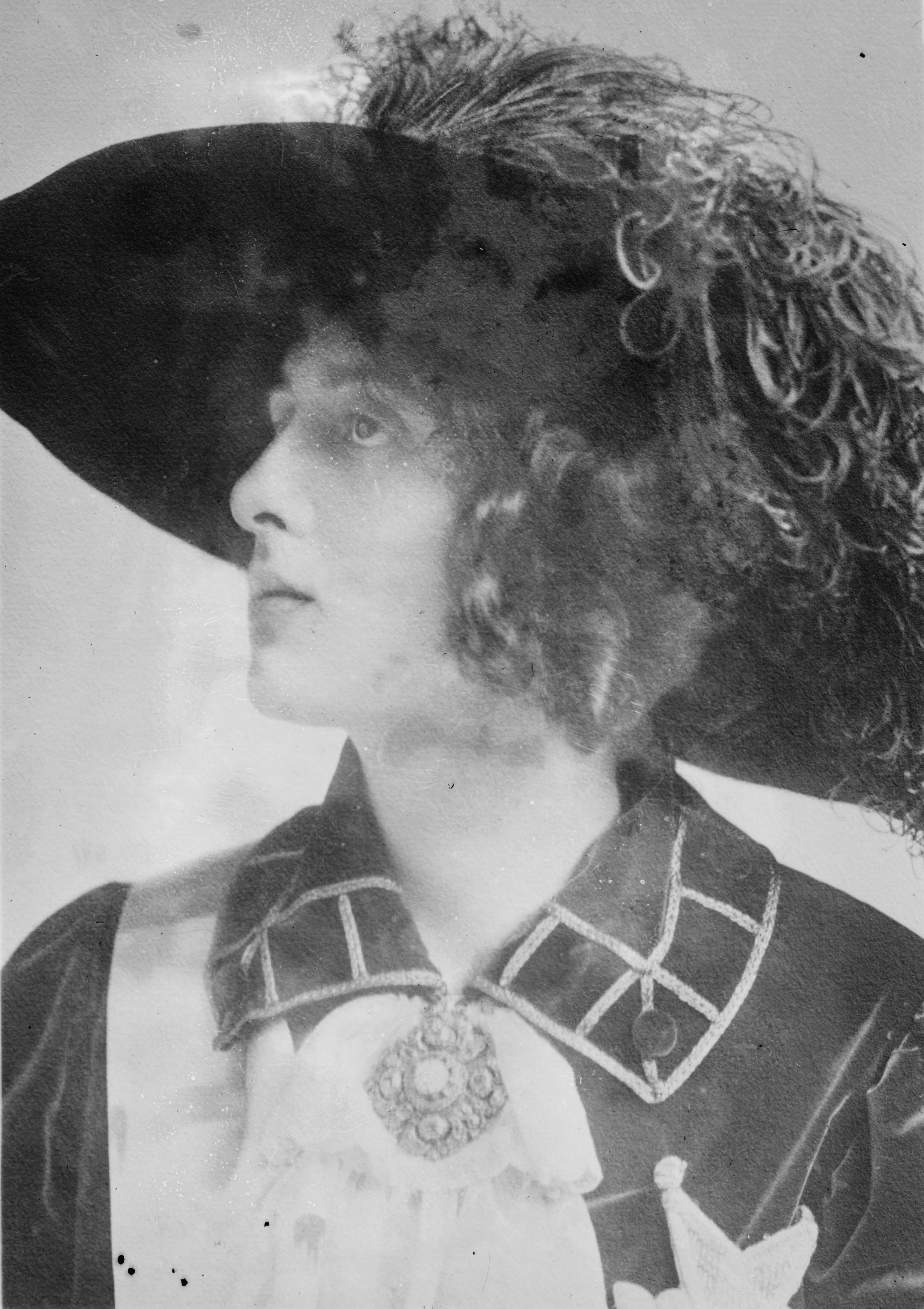
ヴィタ・サックヴィル＝ウェスト

シシングハーストの庭園がつくられたのは、1930年代、詩人のヴィタ・サックヴィル＝ウェスト と、彼女の夫で作家・外交官であったハロルド・ニコルソンによってである。ヴィタはブルームズベリー・グループの作家で、『オブザーバー紙』の園芸記者としてウィークリー・コラムを執筆し人気を博していた。ヴィタは自らシシングハーストの庭の宣伝をするようなことはしなかったため、ヴィタ自身の庭が有名になったのは偶然といえる。シシングハーストの庭園は、イギリス全土において最も愛されている庭園の1つで、世界中から観光客を集めている。庭園そのものは、色やテーマによって異なる特徴を持ち、高く刈りこまれた垣根や、ピンク色のレンガ壁で仕切られた、各々のルーム（room）の連続として設計されている。ルームの美しさを楽しめるように、ルームとドア（door）が配置されている。庭園の別の場所に入ると突然新たな光景が見つかるようになっていたり、庭園の別のエリアに誘導しながら新たな発見が連続するよう散歩道をつくったりしている。ハロルドが興味深い新たなルームの接続を考え出すのに努力する一方、ヴィタは各ルームの興味がそそられるようルーム内部に花を生み出すことに集中していた。
シシングハーストの土地は古くからある。ハースト（hurst）とはサクソン語で『囲まれた森』を意味する。防衛用に備えられた3つの堀を持つマナーハウスは、この地に中世に建てられた。1305年より、シシングハーストはエドワード1世が夜滞在するのに十分なほど印象的であった。1530年代、マナーハウスはヘンリー8世の枢密院議員の1人であったジョン・ベイカーによって新たなレンガ建ての門番小屋が付け足された。1560年代には彼の息子であるリチャード・ベイカー卿によって非常に拡張され、700エーカーにも及ぶシカ公園の中心となっていた。1573年、エリザベス1世はシシングハーストにて3夜滞在している。 
ヴィタの場合は、シシングハーストとその庭園のルームは心に強く訴えるものとなり、生家であるノール・ハウス（Knole House）のロマンティックな替わりであった。グレートブリテン有数の大邸宅と名高いノール・ハウスは、第3代サックヴィル男爵ライオネル・サックヴィル＝ウェストのただ一人の子として生まれたヴィタが、もし男性であったら相続できた建物である。サックヴィル男爵の称号は男系相続されるため、父ライオネル亡き後爵位を継承し、ノール・ハウスを相続したのは父の弟で実の叔父チャールズであった。

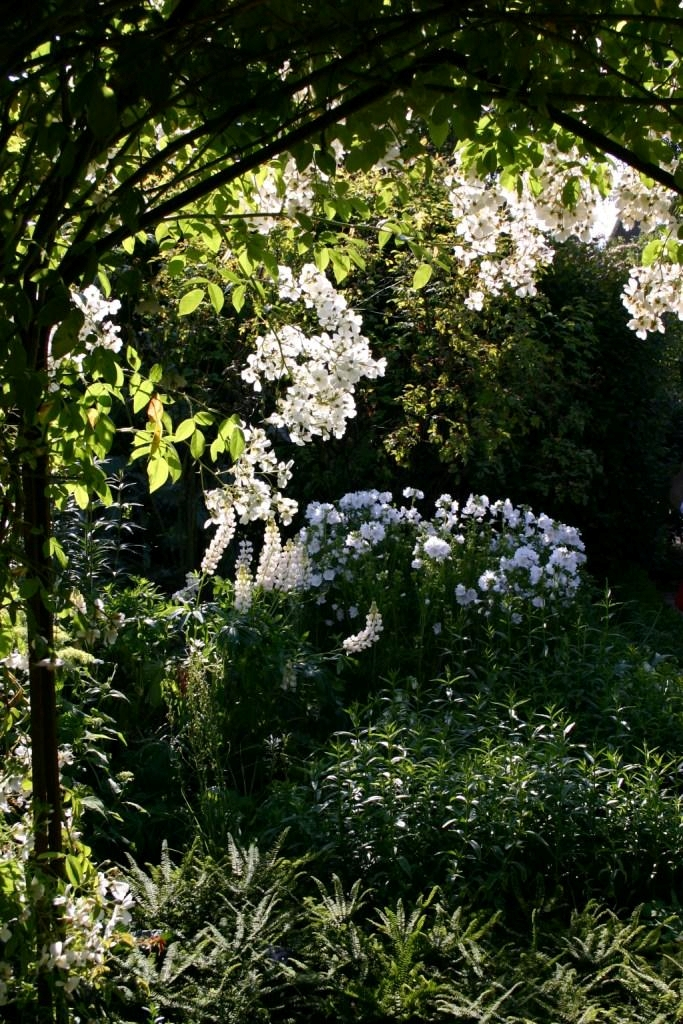
有名なシシングハーストのホワイト・ガーデン。テーマ・カラーを白とするホワイト・ガーデンの流行はここで生み出された

17世紀後半、ベイカー家が没落した後、建物は様々な用途に用いられた。七年戦争時代には戦争捕虜を収容し、クランブルック協同組合の救貧院が置かれたこともある。後には、農場労働者の住宅となった。
ヴィタとニコルソンがシシングハーストを知ったのは1930年であった。2人がセヴンオークス近郊のロング・バーンに持っていた土地が、自分たちの管理が及ばないほどの開発が迫っていることを憂慮した後である。シシングハーストは人の手が入らず遺棄された状態だったが、2人は邸宅の廃墟とその周辺の農地を購入した。それから2人は我々が現在知っている庭園をつくり始めたのである。ハロルドによるレイアウト、ヴィタによる植栽は、以下の庭園に強い影響を受けていた。
- ガートルード・ジーキルの庭園とエドウィン・ラッチェンスの庭園
- サマセット州にある、初期のコテイ・マナー（Cothay Manor）。ハロルドの旧友であるレジナルド・クーパー大佐がレイアウトを行っていた。コテイは後に園芸作家によって『西部のシシングハースト』（"Sissinghurst of the West Country."）と称されている[3]
- ローレンス・ジョンストンが設計し所有していたヒドコート・マナー・ガーデン。ヴィタは保存に尽力していた。

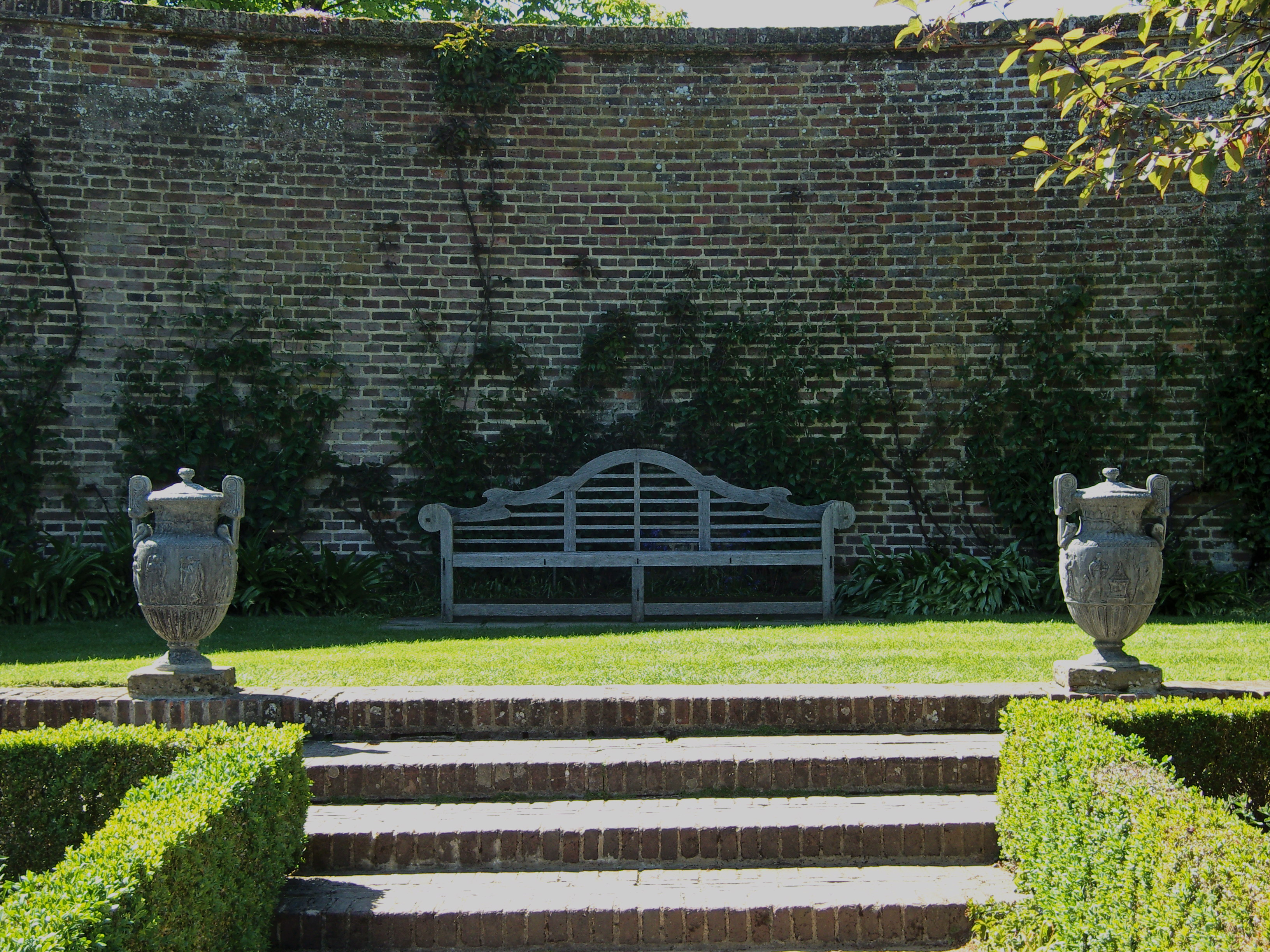
エドウィン・ラッチェンスが設計したベンチ。シシングハースト

シシングハーストが初めて一般公開されたのは1938年である。

## 現在
1967年、ナショナル・トラストはシシングハースト全体、庭園、農場、建物を手に入れた。庭園は、20世紀半ばのイギリス式庭園の縮図である。非常に人気のある庭園であり、それゆえに休暇時期のピークには非常に混雑することがある。2009年、BBC Fourは8回シリーズのドキュメンタリー番組『シシングハースト』を放送した。住宅と庭園、アダム・ニコルソンと妻で庭師サラ・レイヴンによる試みについて説明した内容であった。彼らはナショナル・トラストと協力関係にあり、シシングハーストの寄贈者であり住人でもある。2人はシシングハースト・カースル農場において従来のWealden農業のかたちを復元させている。彼らの計画は、シシングハースト内のレストランで出されるランチ用食材を提供する目的で土地を活用することである。 

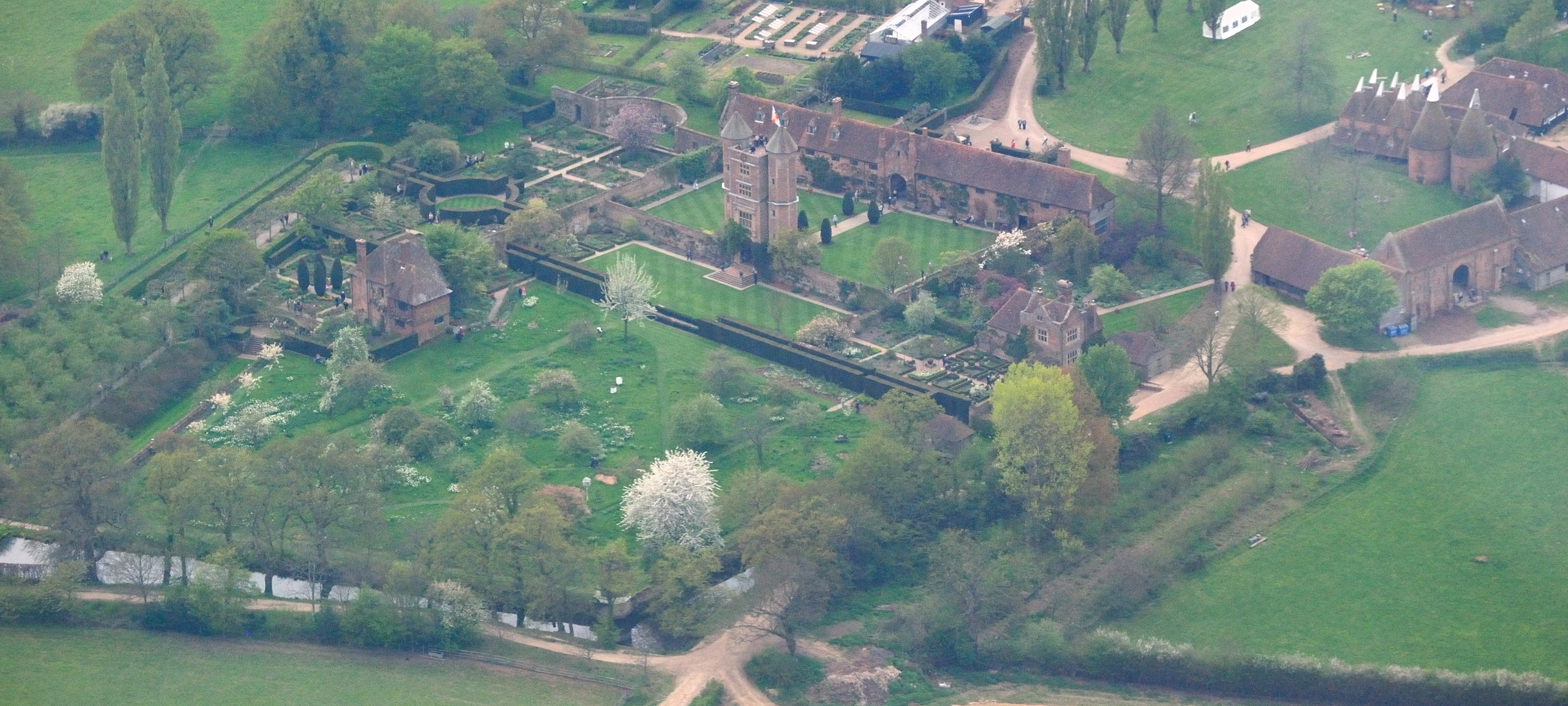
空から見たシシングハースト

## 参照
- Sissinghurst Castle — An illustrated history by Nigel Nicolson F.S.A., 1964 (with many reprints)
- Sissinghurst — The Making of a Garden by Anne Scott-James, 1974
- Vita's Other World:  A Gardening Biography of V. Sackville-West, by Jane Brown.
- Sissinghurst: An Unfinished History by Adam Nicolson (2008). HarperPress. ISBN 0007240546.